# Actias mandschurica
Actias mandschurica är en fjärilsart som beskrevs av Otto Staudinger 1892. Actias mandschurica ingår i släktet månspinnare, och familjen påfågelspinnare. Inga underarter finns listade i Catalogue of Life.